# Älvskapania
Älvskapania (Scapania subalpina) är en levermossart som först beskrevs av Johann Bernhard Wilhelm Lindenberg, och fick sitt nu gällande namn av Barthélemy Charles Joseph Dumortier. Älvskapania ingår i släktet skapanior, och familjen Scapaniaceae. Arten är reproducerande i Sverige.